# Laugerie-Haute

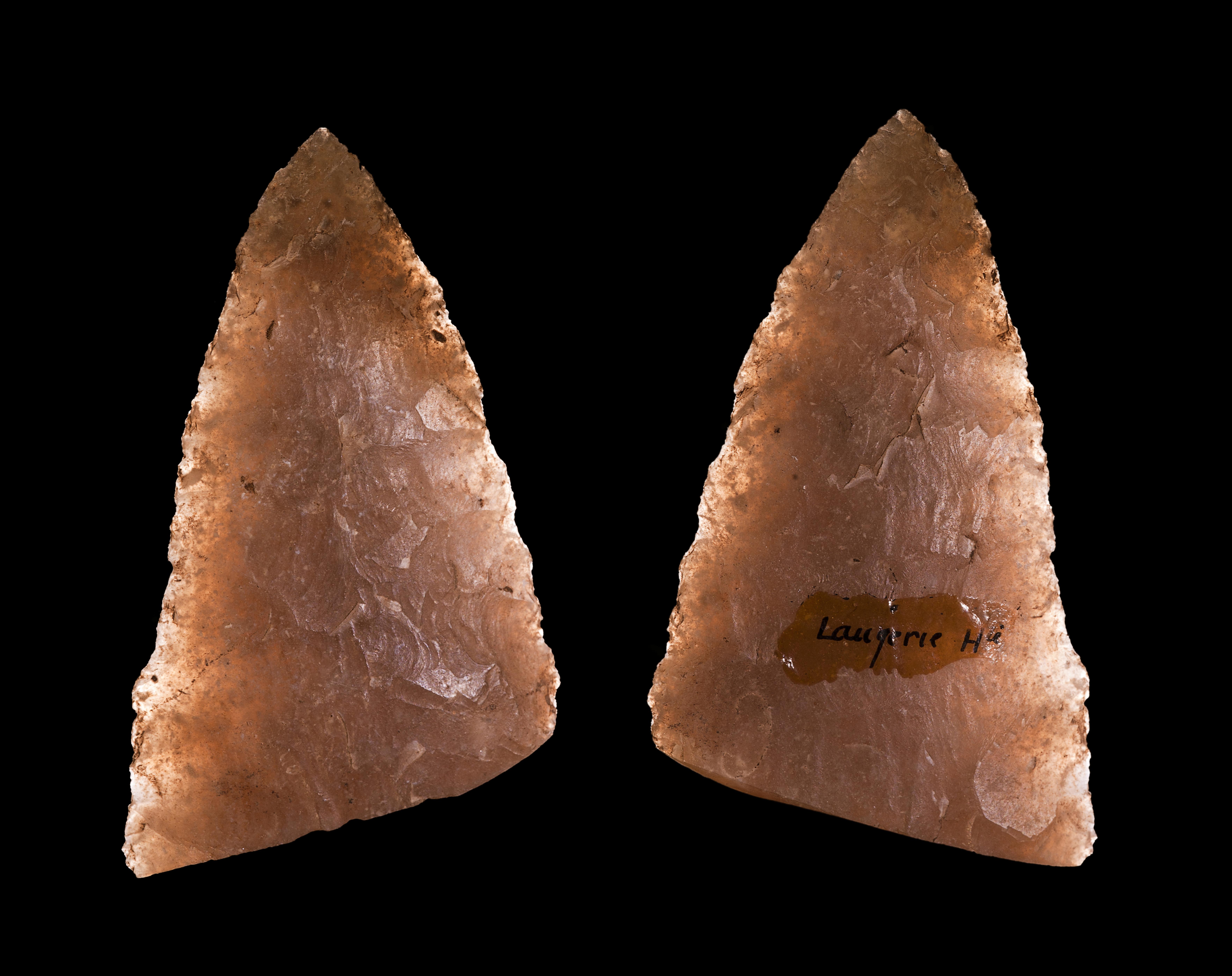
Hoja de Laurel solutrense.- Édouard Lartet

Laugerie-Haute es un yacimiento arqueológico de época paleolítica situado en el municipio de Les Eyzies-de-Tayac-Sireuil en el departamento de la Dordoña, al suroeste de Francia. Fue declarado Patrimonio de la Humanidad por la Unesco en el año 1979, formando parte del lugar «Sitios prehistóricos y grutas decoradas del valle del Vézère» con el código 85-007.
Se trata de un abrigo rocoso sobre la ribera derecha del río Vézère.
Las excavaciones permitieron descubrir numerosas herramientas en hueso y en sílex en este extenso yacimiento de alrededor de 200 m de longitud. El abrigo suministró rastros de ocupaciones durante el Gravetiense, de Solutrense y del Magdaleniense, lo que representa un período comprendido entre hace 24.000 y hace 15.000 años. 
El lugar es accesible al público. El Centre des monuments nationaux organiza algunas visitas guiadas para descubrirlo.
- Datos: Q555427
- Multimedia: Laugerie-Haute / Q555427